# Herbert Martin
Herbert Martin, född 29 augusti 1925 i Ensdorf, död där 27 september 2016, var en tysk fotbollsspelare.
Martin representerade klubblagen FC Ensdorf och 1. FC Saarbrücken. Hans 215 ligamål för Saarbrücken är ett klubbrekord.
Martin spelade 17 av de 19 A-landskamper Saarland spelade innan man blev en del av Västtysklands landslag. Endast Waldemar Philippi, som medverkade i 18 landskamper, överträffade detta antal matcher för Saar. Martin gjorde sex landslagsmål för Saar och delar med det rekordet för flest landslagsmål för laget tillsammans med Herbert Binkert.